# Glossinde de Metz
Glossinde (572 ou 580 - 608 ou 610, le 25 juillet) était une religieuse bénédictine messine du VIe siècle, fondatrice de l’abbaye Sainte-Glossinde. Sainte catholique, elle est fêtée le 25 juillet.

## Biographie
Glossinde était une jeune fille de la noblesse franque d’Austrasie. Son père était Wintrio, duc de Champagne et chef des leudes d’Austrasie.
Celui-ci voulait contraindre sa fille au mariage avec Obolenus, un jeune franque de bonne famille, mais Glossinde avait déjà décidé de rester vierge et de consacrer sa vie à Dieu.
Obolenus est arrêté par le roi le jour des noces, avant de mourir exécuté. Glossinde interprète cet évènement comme une approbation divine de son projet de rester vierge, mais son père cherche encore à la marier. Elle s'enfuit alors à la cathédrale de Metz, où elle reste enfermée une semaine, sans pouvoir manger ni boire car ses parents font garder la porte pour faire pression. Trois jeunes hommes arrivent le dernier jour, et lui recouvre la tête de l’habit des moniales bénédictines : la légende retient qu'il s'agit d'anges intervenant pour la sauver. Ses parents renoncent alors à leurs projets de trouver un époux à leur fille.
Elle rejoint sa tante Rothilde, qui dirige une communauté de jeunes religieuses à Trèves. Formée, elle retourne à Metz, et y recrute cent vierges pour créer une communauté sur des terres fournies par ses parents, près de la porte Serpenoise. Elle meurt six ans plus tard, le 25 juillet 608 ou 610, à peine âgée de trente ans ou dans la trentaine. 
Elle est enterrée dans l'abbaye Saint-Arnould.

## Vénération et miracles après sa mort
Vingt-ans après sa mort, la sainte apparaît en songes à une religieuse, se tenant debout sur les murailles de la ville : elle lance une pierre vers l'extérieur de l'enceinte, et ordonne qu'une église soit fondée où la pierre atterrit : il s'agit de l'église Sainte-Marie-hors-les-Murs, dont la construction est approuvée par Sigisbert II, qui décide aussi du transfert de la dépouille. Lors du celui-ci, le cadavre est réputé n'avoir pas commencé sa putréfaction.
Un nouveau miracle aboutit à un autre déplacement de son corps dans l’église principale de l'abbaye Sainte-Glossinde, et à la création de reliques exposées à la vénération.
Il existe une biographie de Glossinde datée de 950 par Jean, abbé de Saint-Arnould[réf. nécessaire].